# Кенит (Мисури)
Кенит (енгл. Kennett) град је у америчкој савезној држави Мисури.

## Демографија
По попису из 2010. године број становника је 10.932, што је 328 (-2,9%) становника мање него 2000. године.
| Група             | 2000.         | 2010.         |
| Белци             | 9.368 (83,2%) | 8.516 (77,9%) |
| Афроамериканци    | 1.494 (13,3%) | 1.766 (16,2%) |
| Азијати           | 58 (0,5%)     | 63 (0,6%)     |
| Хиспаноамериканци | 202 (1,8%)    | 388 (3,5%)    |
| Укупно            | 11.260        | 10.932        |